# Acanthamoeba
Acanthamoeba (z řec. akantha = bodlák, česky akantaméba) je rod měňavkovitých prvoků z říše Amoebozoa. Zahrnuje několik desítek druhů, některé způsobují onemocnění u různých živočichů včetně člověka.

## Popis
Panožky této améby jsou zvány akantopodie, kvůli svému unikátnímu tvaru, jež rod Acanthamoeba odlišuje od ostatních améb. Jsou totiž široké a mají trnité výběžky. Dalším velmi typickým znakem jsou cysty obalené dvojitou stěnou.

## Onemocnění
U člověka způsobují akantaméby dvě onemocnění: granulomatózní zánět mozku (GAE) a akantamébovou keratitidu. První z nich je především onemocnění osob s sníženou imunitou a poškozuje nervovou tkáň, druhé onemocnění se vyskytuje zejména u osob nosících kontaktní čočky.

## Zástupci
Mezi druhy řazené do tohoto rodu patří:
- A. astronyxis*
- A. castellanii*
- A. comandoni
- A. culbertsoni*
- A. divionensis
- A. griffini
- A. hatchetti*
- A. healyi
- A. jacobsi
- A. lenticulata
- A. lugdunensis*
- A. mauritaniensis
- A. palestinensis*
- A. pearcei
- A. polyphaga*
- A. pustulosa
- A. quina*
- A. rhysodes*
- A. royreba
- A. terricola (renamed A.castellanii Poussard)
- A. triangularis
- A. tubiashi

Hvězdička u názvu symbolizuje to, že u daného druhu byla prokázána schopnost vyvolávat onemocnění.